# Jonge Rembrandt
(De) Jonge Rembrandt is een beeld van Wim van Hoorn dat op vier plekken ter wereld te vinden is.
Het origineel werd in 1968 gemaakt ter gelegenheid van de 300e sterfdag van Rembrandt van Rijn; het werd nooit voltooid, maar de mal (en wellicht ook beeld) kwam op Schiphol terecht. Deze schonk in de jaren nul van de 21e eeuw afgietsels aan bevriende luchthavens JFK International Airport nabij New York en Brisbane Airport. Van 2009 tot en met 2011 waren er plannen voor de aanleg van een Rembrandtpad (wandelpad) tussen Amsterdam en Ouderkerk aan de Amstel, elf kilometer lang. De route zou beginnen bij het Rembrandthuis en zuidwaarts lopen langs plekken waar Rembrandt geschilderd zou hebben langs de Amstel. Als inspiratiebronnen voor dat pad golden Het landschap van Rembrandt. Wandelingen in en om Amsterdam van Boudewijn Bakker en Op pad met Rembrandt van Ken Wilkie en Eddy Posthuma. 
Een van de plekken waar een teken aan de wandelroute zou komen was het Professor Tulpplein, vernoemd naar Nicolaes Tulp door Rembrandt vereeuwigd in zijn De anatomische les van Dr. Nicolaes Tulp. In 2011 werd daarom Jonge Rembrandt geplaatst op de middenberm/parkeergelegenheid van het plein. Het beeld werd volgens een plaquette gefinancierd door Delta Lloyd Vastgoed (had enkele panden aan het plein in bezit), Amstel Hotel, Stadsherstel Amsterdam, Gemeente Amsterdam en Stichting Rembrandt aan de Amstel. Op 3 mei 2011 werd het onthuld. 
Het beeld van Han Wezelaar maakte ook deel uit van de route. Het Rembrandtpad is er nooit gekomen.